# Matthew Lowton
Matthew John Lowton, född 9 juni 1989 i Chesterfield, England, är en engelsk fotbollsspelare som spelar som högerback för emiratiska Precision. Lowton har tidigare spelat för Sheffield United, Sheffield FC (lån), Ferencváros (lån), Aston Villa, Burnley, Huddersfield Town (lån) och Witton Albion. Han vann engelska andradivisionen Championship säsongen 2015/2016 med Burnley.

## Klubbkarriär

### Sheffield United[1]
Lowton anslöt till Sheffield Uniteds ungdomsverksamhet vid 15 års ålder och fick ett proffskontrakt i klubben tre år senare. Hans första erfarenhet av spel på professionell seniornivå kom emellertid som utlånad till The Blades samarbetsklubb Ferencváros i Ungern. Han gjorde sin Championship-debut i mars 2010 som inhoppare i Sheffield Uniteds bortamatch mot Cardiff och tog för första gången plats i startelvan i säsongens avslutningsmatch borta mot Ipswich. I öppningsmatchen av följande säsong, 2010/2011, ådrog sig Lowton ett direkt rött kort men han återkom snart som ordinarie i startelvan. Säsongen slutade dock med nedflyttning för Sheffield United till League One. Lowton spelade en säsong för klubben på den nivån innan han lämnade Bramall Lane och flyttade till Birmingham för spel i Premier League för Aston Villa.

### Aston Villa[1]
Sommaren 2012 köptes Lowton till Premier League-klubben Aston Villa för en övergångssumma på tre miljoner pund. Efter att inledningsvis ha tagit en plats som ordinarie i Villas startelva fick han nöja sig med gradvis mindre speltid under sin andra respektive tredje säsong i klubben och efter säsongen 2014/2015 flyttade Lowton vidare i jakt på mer speltid.

### Burnley[1]
Lowton tog sommaren 2015 klivet ner en division till Championship för spel i Burnley. Oturligt nog för Lowton skadade han sig under försäsongen och Tendayi Darikwa, som också anslutit till klubben samma sommar, lyckades med starka prestationer under hösten behålla sin startplats som högerback ända in i december 2015. Lowtons debut för Burnley kom som inhoppare i bortamötet med Nottingham Forest på City Ground den 20 oktober 2015 i en match som slutade 1-1 efter en sen Burnley-kvittering genom Matthew Taylor. Efter att Burnley misslyckats med att vinna på sex matcher i följd under november och december fick Lowton chansen från start för första gången i hemmamatchen mot Charlton den 19 december. Burnley gick segrande ur duellen med slutresultatet 4-0. En tung 3-0-förlust på annandag jul borta mot Hull följde innan Burnleys säsong vände på allvar. Laget gick obesegrat genom de avslutande 23 ligaomgångarna och krönte säsongen genom att ta hem Championship-titeln i maj 2016 och därmed avancera till Premier League. Lowton startade samtliga dessa matcher och gjorde ett pålitligt intryck i Burnleys fyrbackslinje som hade stor del i lagets framgångar. Lowtons första mål för The Clarets kom i januari 2016 i 5-0-segern borta mot MK Dons. 
Lowton var sedan ordinarie i startelvan hela Premier League-säsongen 2016/2017 då Burnley slutade på sextonde plats och därmed undvek nedflyttning. Säsongen 2017/2018 drabbades Lowton av en skada i slutet av november 2017 och tappade då sin plats i startelvan till Phil Bardsley som värvats från Stoke inför säsongen. Lowton förblev hänvisad till avbytarbänken även efter att skadan läkt och det dröjde ända till februari 2018 innan han fick chansen i ligan igen. Lowton ersatte Bardsley i halvtid i hemmamötet med seriesuveränen Manchester City, vid underläge 0-1. I andra halvlek stod Lowton för en målgivande passning genom ett inlägg som Jóhann Berg Guðmundsson slog in till 1-1, vilket också blev slutresultatet. Lowton behöll därefter sin startplats under resten av säsongen. Burnley slutade densamma på sjundeplats i Premier League vilket innebar kvalspel till Europa League 2018/2019. 

#### Huddersfield Town (lån)
Den 4 januari 2023 lånades Lowton ut till Huddersfield Town på ett låneavtal över resten av säsongen.

### Witton Albion
I november 2023 värvades Lowton av Northern Premier League Division One West-klubben Witton Albion. Han har spelat 23 matcher och gjort tre mål för klubben.

### Precision
I september 2024 gick Lowton till Precision i emiratiska tredjedivisionen.

## Meriter

### Burnley
EFL Championship: Vinnare 2015/2016